# Guerra Civil Sassânida de 589–591
A Guerra Civil Sassânida de 589-591 foi um conflito que eclodiu em 589, devido à grande insatisfação entre os nobres em relação ao governo de Hormisda IV (r. 579–590). A guerra civil durou até 591, terminando com a derrubada do usurpador mirrânida Barã Chobim e a restauração da família sassânida como xainxás do Império Sassânida. A razão à guerra civil foi devido ao tratamento duro do xá para com a nobreza e o clero, de quem desconfiava. Isso eventualmente fez com que Barã Chobim iniciasse uma grande rebelião, enquanto os dois irmãos Ispabudã Bestã e Bindoes deram um golpe no palácio contra ele, resultando em cegueira e, eventualmente, na morte de Hormisda. Seu filho, Cosroes II, foi posteriormente coroado xá. No entanto, isso não mudou a mente de Barã Chobim, que queria restaurar o domínio parta no Irã. Cosroes acabou sendo forçado a fugir para o território bizantino, onde fez uma aliança com o imperador Maurício contra Barã Chobim. Em 591, Cosroes e seus aliados bizantinos invadiram os territórios de Barã Chobim na Mesopotâmia, onde conseguiram derrotá-lo com sucesso, enquanto Cosroes recuperou o trono. Barã Chobim depois fugiu para o território dos turcos na Transoxiana, mas não muito tempo depois foi assassinado ou executado por instigação do xá.

## Antecedentes
Quando Cosroes I ascendeu ao trono sassânida em 531, iniciou uma série de reformas iniciadas por seu pai e predecessor Cavades I. Essas reformas visavam principalmente as elites do Império Sassânida, que se tornaram muito poderosas e conseguiram depor vários xainxás. Cosroes teve bastante sucesso nessas reformas e, após sua morte em 579, foi sucedido por seu filho Hormisda IV, que continuou suas políticas, mas de maneira mais dura; para controlar as elites, nas palavras de Shapur Shahbazi, "recorreu à dureza, difamação e execução". Era extremamente hostil às elites e não confiava nelas; portanto, estava constantemente do lado das classes mais baixas. Também recusou os pedidos do sacerdócio zoroastrista para perseguir os cristãos. Não gostava do sacerdócio zoroastrista e, portanto, matou muitos deles, incluindo o próprio sumo sacerdote (mobede). Além disso, reduziu o pagamento dos militares em 10% e massacrou muitos membros poderosos e proeminentes da elite: os carenidas Burzemir, que era vizir de Cosroes, e o irmão dele Chir Burzém; o mirrânida Isdigusnas; o aspabedes (chefe do exército) Barã Adurma; e o Ispabudã Sapor, que era pai de Bestã e Bindoes. De acordo com o historiador persa medieval Atabari, Hosmista ordenou a morte de 13 600 nobres e religiosos.

## Guerra civil

### Revolta de Barã Chobim
Em 588, um enorme exército heftalita-turco invadiu a província sassânida de Hareve. Barã Chobim, um gênio militar da Casa de Mirranes, foi nomeado como o aspabedes do custe do Coração. Foi posteriormente nomeado como o chefe de um exército de 12 mil soldados. Então fez um contra-ataque contra os turcos e os derrotou com sucesso, matando seu governante Bagã Cagã (conhecido como Xaua/Sava/Saba em fontes sassânidas). Depois de algum tempo, Barã foi derrotado pelo Império Bizantino em uma batalha às margens do rio Aras. Hormisda IV, que tinha ciúmes dele, usou essa derrota como desculpa para demiti-lo de seu cargo e o humilhou. Enfurecido, Barã rebelou-se e, devido à sua posição nobre e grande conhecimento militar, foi acompanhado por seus soldados e muitos outros. Nomeou novo governador ao Coração e partiu para Ctesifonte. Isso marcou a primeira vez na história sassânida que uma dinastia parta desafiou a legitimidade da família real. Azém Gusnaspe foi enviado para reprimir a rebelião, mas foi assassinado em Hamadã por um de seus próprios homens, Zadespras. Outra força sob Sarames, o Velho foi enviada para deter Barã, que o derrotou e o matou pisoteado por elefantes. A rota tomada por Barã foi presumivelmente a borda norte do planalto iraniano, onde repeliu um ataque ibérico financiado pelos bizantinos no Azerbaijão, e sofreu um pequeno revés de uma força bizantina na Transcaucásia. Então marchou ao sul do Azerbaijão, onde os monarcas sassânidas, incluindo Hormisda, normalmente residiam durante o verão.

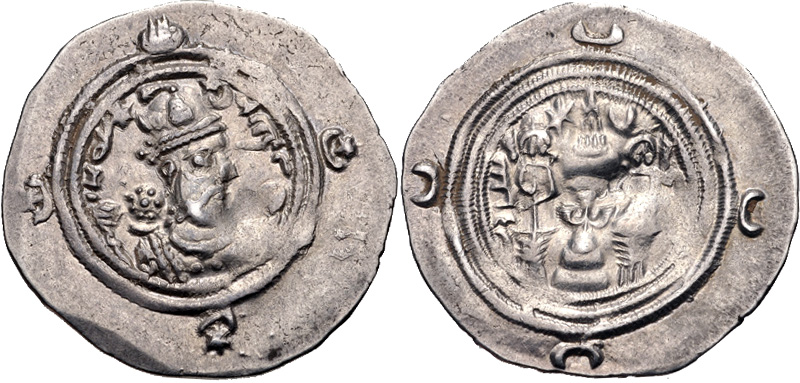
Dracma de cunhado em 590

Hormisda partiu ao Grande Zabe para cortar as transmissões entre Ctesifonte e os soldados iranianos na fronteira romana. Naquela época, os soldados estavam fora de Nísibis, a principal cidade iraniana no norte da Mesopotâmia; eles, no entanto, também se rebelaram contra Hormisda e juraram fidelidade a Barã. A influência e a popularidade de Barã continuaram a crescer cada vez mais; As forças legalistas enviadas para o norte contra os rebeldes iranianos em Nísibis foram inundadas com propaganda rebelde. As forças legalistas posteriormente se rebelaram e mataram seu comandante, o que tornou a posição de Hormisda insustentável, fazendo-o decidir navegar pelo rio Tigre e se refugiar em Hira, a capital dos lacmidas. No entanto, durante a estadia de Hormisda em Ctesifonte, foi derrubado em uma revolução palaciana aparentemente sem derramamento de sangue por seus cunhados Bestã e Bindoes, "que igualmente odiavam Hormisda". Hormisda foi logo cegado com uma agulha em brasa pelos dois irmãos, que colocaram o filho mais velho dele, Cosroes II (que era seu sobrinho por parte de mãe), no trono. Os dois irmãos logo mataram Hormisda com pelo menos a aprovação implícita de Cosroes II. No entanto, Barã continuou sua marcha para Ctesifonte, agora com o pretexto de vingar Hormisda.

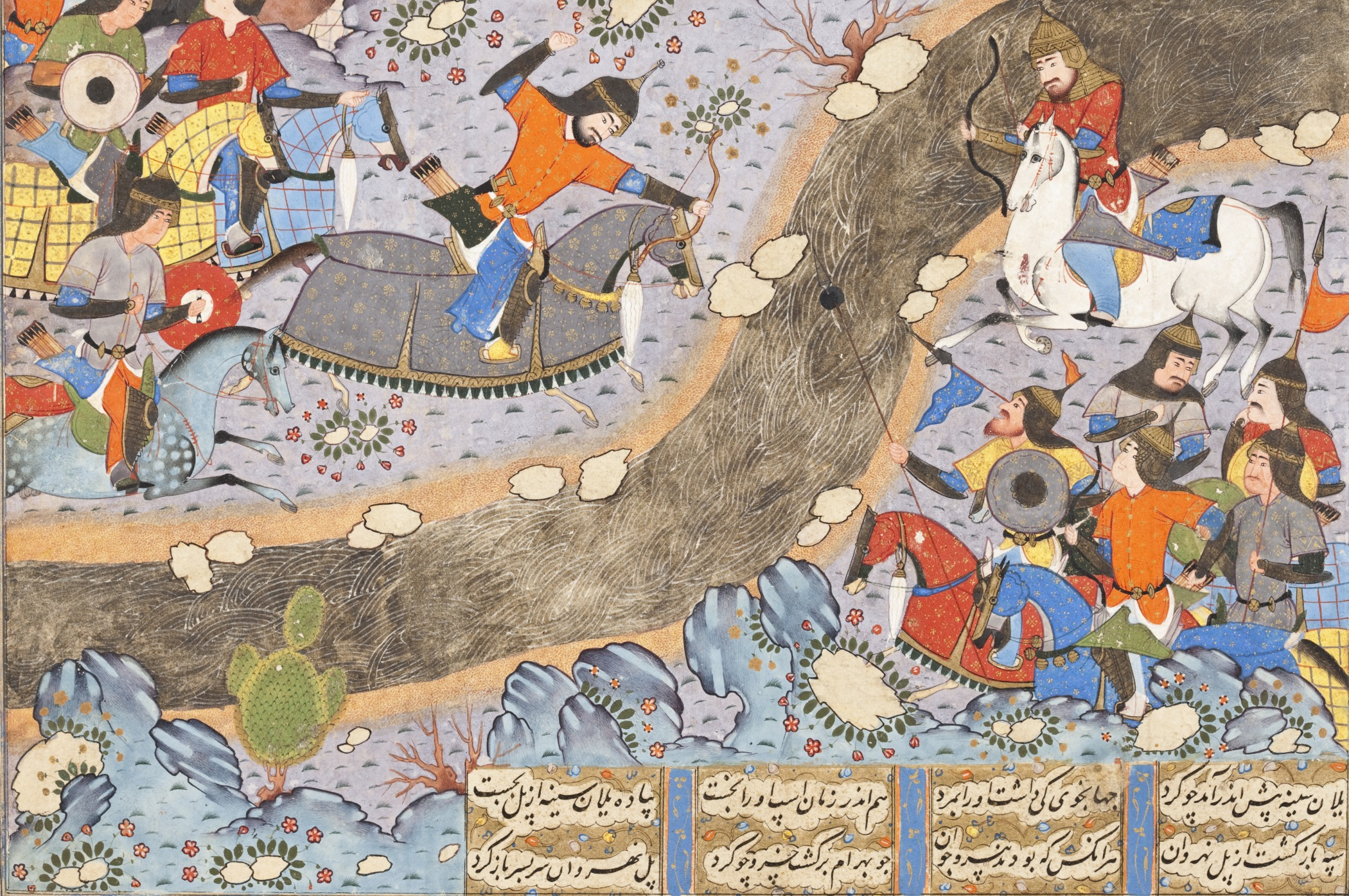
Barã Chobim lutando com tropas lealistas perto de Ctesifonte

Cosroes tomou uma atitude de vara e cenoura e escreveu o seguinte para Barã:
| “ | Cosroes, reis dos reis, governante dos governantes, senhor dos povos, príncipe da paz, salvação dos homens, entre os deuses o homem bom e eternamente vivo, entre os homens o deus mais estimado, o altamente ilustre, o vencedor, o único que nasce com o sol e que empresta à noite sua visão, aquele famoso por seus ancestrais, o rei que odeia, o benfeitor que lutou com os sassânidas e salvou os iranianos da realeza deles - a Barã, o general dos iranianos, nosso amigo. (...) Também tomamos o trono real de maneira legal e não perturbamos nenhum costume iraniano (...) Decidimos com tanta firmeza não tirar o diadema que até esperávamos governar outros mundos, se isso fosse possível (...) Se você deseja o seu bem-estar, pense no que deve ser feito. | ” |

Barã, no entanto, ignorou seu aviso - alguns dias depois, chegou ao Canal de Naravã perto de Ctesifonte, onde lutou contra os homens de Cosroes, que estavam em grande desvantagem numérica, mas conseguiu conter os homens de Barã em vários confrontos. No entanto, os homens de Cosroes finalmente começaram a perder o moral e foram derrotados. Cosroes, junto com seus dois tios, suas esposas e uma comitiva de 30 nobres, fugiram ao território bizantino, enquanto Ctesifonte caiu. Barã ordenou que Vararanes perseguisse o xá, mas capturou por engano o tio dele, Bindoes. Bindoes foi levado a Barã, que decidiu que Vararanes deveria cuidar dele como prisioneiro. Por influência de Bindoes, Vararanes decidiu assassinar Barã durante um jogo de polo, mas seu plano foi revelado por sua esposa e o rebelde o assassinou.

### Fuga e restauração de Cosroes

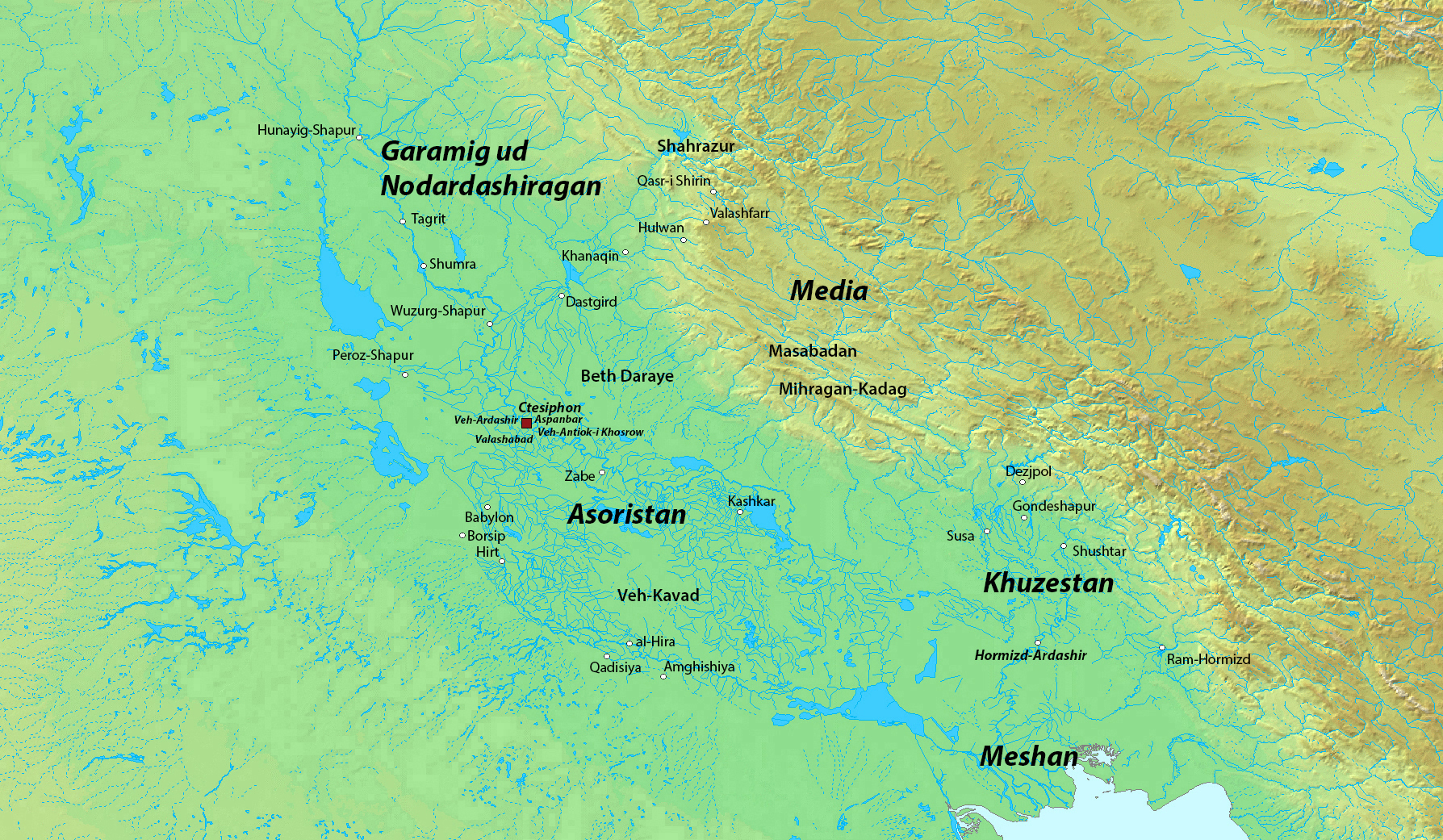
Mesopotâmia sassânida e seus arredores

A fim de chamar a atenção do imperador Maurício (r. 582–602), Cosroes foi à Síria e enviou uma mensagem à cidade ocupada de Martirópolis pelos sassânidas para que interrompessem sua resistência contra os bizantinos, mas sem sucesso. Então enviou mensagem a Maurício e pediu sua ajuda para recuperar o trono; em troca da ajuda, os bizantinos recuperariam a soberania sobre as cidades de Amida, Carras, Dara e Martirópolis. Além disso, o Irã foi obrigado a parar de intervir nos assuntos da Ibéria e Armênia, efetivamente cedendo o controle de Lázica aos bizantinos. Em 591, Cosroes mudou-se para Constância e preparou-se para invadir a Mesopotâmia, enquanto Bestã e Bindoes estavam reunindo um exército no Azerbaijão sob a observação do comandante bizantino João Mistacão, que também estava reunindo um exército na Armênia. Depois de algum tempo, Cosroes, junto com o comandante Comencíolo, invadiu a Mesopotâmia. Durante esta invasão, Nísibis e Martirópolis rapidamente desertaram, e o comandante de Barã, Zatsparã, foi derrotado e morto.

Fronteira romano-persa durante a Antiguidade

Um dos outros comandantes de Barã, Brizácio, foi capturado em Mocil e teve seu nariz e orelhas cortados, e depois foi enviado ao xá, que o matou. Algum tempo depois, Cosroes, sentindo-se desrespeitado por Comencíolo, convenceu Maurício a substituí-lo por Narses como comandante do sul. Eles então penetraram mais fundo, capturando Dara e depois Mardim em fevereiro, onde Cosroes foi proclamado xá novamente. Pouco depois, enviou um de seus partidários iranianos, Mebodes, para capturar Ctesifonte, o que conseguiu realizar. Enquanto isso, os dois tios do xá, João Mistacão e o general armênio Musel II conquistaram o norte do Azerbaijão e foram mais ao sul na região, onde derrotaram Barã em Blaratão. Barã fugiu para os turcos de Fergana. No entanto, Cosroes conseguiu lidar com ele mandando assassiná-lo ou convencendo os turcos a executá-lo.

## Rescaldo
A paz com os bizantinos foi então oficialmente feita. Maurício, por sua ajuda, recebeu grande parte da Armênia sassânida e da Ibéria Ocidental, e recebeu a abolição do tributo que anteriormente era pago aos sassânidas. Isso marcou o início de um período de paz entre os dois impérios, que durou até 602, quando Cosroes decidiu declarar guerra contra os bizantinos após o assassinato de Maurício pelo usurpador Focas (r. 602–610).